# Ikuo Ōyama
Ikuo Oyama (jap. 大山郁夫 Ōyama Ikuo; 1880–1955) – japoński polityk i działacz społeczny.
Wykładał nauki polityczno-społeczne na Uniwersytecie Waseda w Tokio, w 1926 został przewodniczącym Centralnego Komitetu Wykonawczego Partii Robotniczo-Chłopskiej (Rōdō Nōmintō) i posłem do parlamentu. Był zwolennikiem liberalizmu i antymilitaryzmu, 1931–1947 przebywał na emigracji w USA. W 1950 został deputowanym Izby Radców (wyższej izby japońskiego parlamentu), był inicjatorem utworzenia Ogólnojapońskiego Komitetu Obrońców Pokoju i został jego przewodniczącym.